# Brooklyn Funk Essentials
Brooklyn Funk Essentials – nowojorska grupa muzyczna łącząca jazz, funk i hip-hop, zrzeszająca muzyków i autorów tekstów z różnych kultur.

## Członkowie
Skład zespołu zmieniał się wielokrotnie na przestrzeni lat. Na początku 2017 roku, według informacji umieszczonej na oficjalnej stronie grupy w serwisie Myspace, skład przedstawia się następująco
- Arthur Baker – producent
- Bob Brockman – trąbka
- David Allen – teksty
- Everton Sylvester – teksty
- Joi Cardwell – śpiew
- Joshua Roseman – puzon
- Lati Kronlund – gitara basowa
- Papa Dee – śpiew
- Paul Shapiro – saksofon
- Hanifah Walidah (Shä-Key) – śpiew
- Stephanie McKay – śpiew
- Yancy Drew – perkusja
- Yuka Honda – klawisze

## Dyskografia
Albumy studyjne:
- Cool and Steady and Easy (1995)
- In the Buzz Bag (1998)
- Make Them Like It (2000)
- Watcha Playin’ (2008)
- Funk Ain’t Ova (2015)